# Mariano Paredes (Guatemala)
Pour les articles homonymes, voir Mariano Paredes.
Mariano Paredes, né en 1800 dans la capitainerie générale du Guatemala et mort en 1856 à Santiago de Cuba, est un homme d'État, le président du Guatemala du 1er janvier 1849 au 6 novembre 1851.